# Anopheles maculipennis
Anopheles maculipennis este o specie de țânțari din genul Anopheles, descrisă de Johann Wilhelm Meigen în anul 1818. Conform Catalogue of Life specia Anopheles maculipennis nu are subspecii cunoscute.